# Leslea Fisher
Leslea Fisher (* 1983 in Tampa, Hillsborough County, Florida) ist eine US-amerikanische Schauspielerin.

## Leben
Fisher begann 2003 ihre Schauspielkarriere durch ihr Mitwirken in dem Kurzfilm Cleanup on Aisle Five und einer Nebenrolle in dem Spielfilm Sie nennen ihn Radio. Nach weiteren Nebenrollen in Spielfilmen und einer weiteren Besetzung in einem Kurzfilm, verkörperte sie von 2005 bis 2006 den Charakter der Amber in der Fernsehserie Surface – Unheimliche Tiefe. Anschließend folgten Charakterrollen in weiteren Spielfilmen und einer Episodenrolle in der Fernsehserie Banshee – Small Town. Big Secrets..

## Filmografie
- 2003: Cleanup on Aisle Five (Kurzfilm)
- 2003: Sie nennen ihn Radio (Radio)
- 2004: Wie ein einziger Tag (The Notebook)
- 2004: Going Down to Neverland (Kurzfilm)
- 2004: Chicks 101
- 2005: The Last Known Documentary
- 2005: Burning Darkness
- 2005–2006: Surface – Unheimliche Tiefe (Surface) (Fernsehserie, 5 Episoden)
- 2006: Two Tickets to Paradise
- 2010: Das Leuchten der Stille (Dear John)
- 2010: Alles muss raus (Everything Must Go)
- 2011: Thor – Der Allmächtige (Almighty Thor) (Fernsehfilm)
- 2012: Die Qual der Wahl (The Campaign)
- 2013: Banshee – Small Town. Big Secrets. (Banshee) (Fernsehserie, Episode 1x03)
- 2015: A Place to Stay